# Rusquartet
Rusquartet — струнный квартет в составе: Ксения Гамарис — первая скрипка, Анна Янчишина — вторая скрипка, Ксения Жулева — альт, Петр Каретников — виолончель.
В 2001 году квартет участвовал в фестивале имени Бетховена в Москве, где получил свой первый диплом. На протяжении последующих семи лет, участники коллектива получили специальное и высшее образование в Московской консерватории, в том числе по классу квартета у профессора Дмитрия Виссарионовича Шебалина, альтиста Квартета имени Бородина.
В составе квартета в разные годы выступали: 1-я скрипка — Анна Снежина, альт — Александр Митинский, Мария Теплякова, Евгения Зубова, виолончель — Александра Негодаева, Александр Дулов.

## Репертуар
За время своего существования квартет переиграл довольно большую программу, но, по признанию самих музыкантов, только сейчас они начинают приобретать своё «лицо», собственное звучание. Однако эта строгая оценка звучит только внутри самого состава, поскольку «RUSQUARTET» успешно выступал во многих концертных залах России и Европы, получая наилучшие отзывы в русской и зарубежной прессе. Их слушали в Ницце и Флоренции, Германии и Франции, они сотрудничали с квартетом имени Глинки и другими известными коллективами. Участие в конкурсах и фестивалях за рубежом заставило обратить внимание на этот коллектив и у нас в России. В репертуаре квартета музыка различных стилей и эпох, но особое внимание уделяется классическому репертуару XIX и XX веков и русской камерной музыке.

## Banff Competition (BISQC)
«Rusquartet» — первый коллектив из России, который стал в 2007 г. участником самого престижного конкурса струнных квартетов — Банффского международного конкурса струнных квартетов (BISQC).

## Музыкальные файлы
Д. Д. Шостакович. Струнный квартет N3 in F major/ F-dur, Op. 73
- I. Allegretto (6,16 МБ)
- II. Moderato con moto (5,37 МБ)
- III. Allegro non troppo (3,96 МБ)
- IV. Adagio (5,53 МБ)
- V. Moderato (10,32 МБ)

## Релизы звукозаписывающих компаний
- Melba Recording «Quartet cheerleaders»

## Отзывы в прессе
- Classica.FM — «„Rusquartet“ в Рахманиновском зале»
- «Rusquartet’s Louis Andriessen performance hits all the right notes» — Straight.com
- «A Rusquartet és Bartók» (недоступная ссылка) — Hosztinfo.hu (Hungary)
- «Kings of strings» (недоступная ссылка) — Canada.com
- BISQC — Moskva.US
- Deelnemers Tromp zijn bekend — Klassiekezaken.nl (Holland)
- Vioce of Russia Russians win Shostakovich international competition.